# Karlo Žiger
Karlo Žiger (Zagreb, 11. svibnja 2001.) hrvatski je nogometaš koji igra na poziciji golmana. Trenutačno igra za Goricu.

## Klupska karijera

### Chelsea
Žiger je prešao u Chelseajevu akademiju iz Zagreba u kolovozu 2017. godine.
Posebno se istekao 3. travnja 2019. godine, u utakmici osmine finala UEFA Lige mladih protiv Dinamo Zagreba koja je nakon regularnog vremena utakmica završila 2:2. Chelsea je dobio Dinamo 4:2 na penalima te je Žiger obranio 2 penala. Žiger je također igrao u polufinalu i finalu tog natjecanja. Polufinalna utakmica protiv Barcelona završila je 2:2 u regularnom vremenu te je Chelsea dobio Barcelonu 4:3 na penalima. U finalu je Chelsea izgubio 3:1 od Porta.
U svibnju 2019. godine, poslan je na posudbu u Sutton United kojem je trebala hitna zamjena za golmana. Za Sutton United je nastupao samo jednom te je proglašen igračem utakmice iako je njegov klub izgubio 3:0.
Tijekom čitave sezone 2019./20., igrao za je za selekciju Chelseaja do 23 godine te je osvojio Premier ligu 2. Te je sezone nastupao 12 puta te u 5 od tih 12 utakmica nije primio niti jedan gol. Iduće je sezone branio u istom tom natjecanju te je bio na klupi seniorske momčadi.

### Rudar Velenje (posudba)
Dana 19. kolovoza 2021. posuđen je slovenskom drugoligašu Rudar Velenju. Za taj je klub debitirao 27. kolovoza u utakmici 2. SNL u kojoj je Nafta 1903 Lendava poražena 3:1.

### Gorica
Dana 30. lipnja 2022. prešao je iz Chelseaja u Goricu s kojom je potpisao četverogodišnji ugovor.

### Sesvete (posudba)
Gorica je u sezoni 2023./24. posudila Žigera Sesvetama.

## Reprezentativna karijera
Žiger je nastupao za Hrvatsku do 17, 18 i 19 godina.

## Priznanja

### Klupska
Chelsea do 23 godine
- Premier liga 2: 2019./20.

## Vanjske poveznice
- Karlo Žiger, Hrvatski nogometni savez
- Karlo Žiger, Soccerway (engl.)
- Karlo Žiger, Transfermarkt (engl.)